# Società Italiana di Antropologia e Etnologia
Die Società Italiana di Antropologia e Etnologia (Italienische Gesellschaft für Anthropologie und Ethnologie) wurde 1871 von Paolo Mantegazza und Felice Finzi gegründet. Sitz der Gesellschaft ist Florenz. Ihr derzeitiger Präsident ist Piero Mannucci.
Die Gesellschaft wurde ursprünglich unter der Bezeichnung Società italiana di antropologia, etnologia e psicologia comparata (Italienische Gesellschaft für Anthropologie, Ethnologie und Vergleichende Psychologie) gegründet. Sie gibt die wissenschaftliche Zeitschrift Archivio per l’antropologia e la etnologia heraus. 1869 war der Lehrstuhl für Anthropologie an der Universität Florenz eingerichtet worden, auf den Paolo Mantegazza berufen wurde, im selben Jahr wurde das Nationalmuseum für Anthropologie und Ethnologie (Museo nazionale di antropologia ed etnologia) gegründet. 